# Papiro 84
El Papiro 84 (en la numeración Gregory-Aland) designado como {\displaystyle {\mathfrak {P}}}84, es una copia antigua de una parte del Nuevo Testamento en griego. Es un manuscrito en papiro de los cuatro Evangelios y contiene la parte de Marco 2:2-5,8-9; 6:30-31,33-34,36-37,39-41 y Juan 5:5; 17:3,7-8. Ha sido asignado paleográficamente al siglo VI.
El texto griego de este códice es probablemente mixto, con algunos elementos propios del Tipo textual bizantino. Kurt Aland la designó a la Categoría III de los manuscritos del Nuevo Testamento.
Este documento se encuentra en la biblioteca de la Universidad Católica de Lovaina (P. A. M. Khirbet Mird, Greek 1-3; formerly P. A. M. Khirbet Mird 4, 11, 26, 27), en Lovaina.